# 아이즈 전쟁

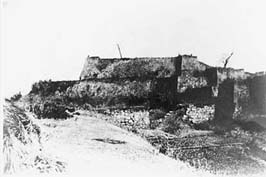
보신 전쟁의 시라카와구치 전투에서 소실된 시라카와 코미네성

아이즈 전쟁(일본어: 会津戦争 아이즈센소[*], 게이오 4년/메이지 원년(1868년))은 보신 전쟁 국면 중 하나로, 아이즈번의 처우를 둘러싸고 사쓰마번·도사번을 중심으로 하는 메이지 신정부군과 아이즈번 및 이를 지원하는 오우에쓰 열번 동맹 등의 구막부군 간에 벌어진 싸움이다. 현재의 후쿠시마현 아이즈 지방이 주전장이 되었다.
또한, 같은 시기에 진행되었던 나가오카번을 둘러싼 싸움은 호쿠에쓰 전쟁으로서 별도 표기한다.

## 개요
분큐 2년(1862년) 아이즈 번주 마쓰다이라 가타모리는 교토 수호직에 취임하여 신선조를 휘하로 하는 등 존황양이 파 지사의 단속을 강력하게 추진하고 금문의 변에 있어서도 막부 쪽의 핵심으로서 존황양이파로서 존황양이를 제거하였다.
도바 후시미 전투에서 구 막부군이 패해 도쿠가와 요시노부와 함께 에도로 퇴거한 마쓰다이라 요스케는 메이지 신정부의 추토령을 받은 게이키의 공순 방침에 따라 스스로도 공순의 자세를 나타내기 위해 아이즈로 귀국해 근신했지만 번 내에서는 주전론이 지배적이어서 이를 살피고 있었다.
게이오 4년(1868년)3월 11일, 에도성이 무혈 개성되고(에도 개성), 경희가 미토번에서 근신하면, 사쓰마 번조슈번을 중심으로 한 신정부의 창은 사마쿠 파의 중진으로서 적대시 되고 있던 용보에게 향하게 된다.
추토를 명령받은 센다이번·요네자와번 등 도호쿠 여러 번은 아이즈에 동정적이었고 아이즈 사면을 위한 탄원을 실시하는 한편, 오쿠우에쓰 열번동맹을 결성하여 결속을 강화했다. 오우 14번에서는 회의를 열고 아이즈 번과 쇼나이번의 사면 탄원을 목적으로 새 정부의 오우 진무 총독 구조 미치타카에게 탄원서를 제출했으나, 동정대총독부 하참모 임통현의 '회진은 이미 사사로를 통한 '건백'으로 인정됨'은 ref은 이미 건백사 외에 오쿠우에쓰 번 동맹 결성 시점(시라이시 회의)에서는 사면 탄원을 목적으로 하고 있었지만, 아이즈가 메이지 신정부의 통달에 대해 죄를 인정하지 않고 사죄를 거부하는 회답서를 제시했던 것과 메이지 신정부의 진무사세라 슈조가 센다이 번사에 의해 살해된 사건에서 전쟁으로 기울게 된다.

### 전투 준비
아이즈 번이에로·니시고 요리모는 전황이 압도적으로 불리하다고 보고, 종래부터 주장하고 있던 가즈 교준을 번주 용호에게 권하지만, 용호는 철저한 항전을 주장하고, 징병에 나섰다. 또 한 번 쪽으로 도망쳐 왔다. 농민들과 마을 사람 등도 무기를 건네받아 싸우라는 명령을 받았다.
그러나 다른 번과 마찬가지로 아이즈번도 영민에게 가혹한 조세를 부과하고 있었기 때문에 중세 또는 전쟁에까지 휘말리게 된 영민들의 사기는 낮아 도주자들이 끊이지 않았다. 의기양양하게 도바 후시미 씨의 설욕에 불타는 아이즈 번사와는 대조적이었다.

특히(번의 군자금 확보 명목으로), 자산의 대부분을 징발당한 아이즈의 마을사람들에 대해서는 정복자인 신정부군을 "관군님"이라 부르고 아이즈번사를 "회적"이라 지칭했다.

또한 신정부군의 거점확보를 저지하기 위해 일부 마을들을 불태운 것도 영민의 원성을 키웠다.

이에 따라 후진군하는 새 정부군이 아이즈령 마을에서 대량의 인부, 말 군자금 등을 징발하더라도 반발하기는커녕 환영하며 이에 응하는 자까지 있는 상태였다.

### 시라카와구치 전투
시라카와번은 당시 국가 변경으로 번주가 부재하고막부 직할령이었다.구 막부군은 사이고 요리어머니를 총독으로 게이오 4년 윤4월 20일(1868년6월 10일에 시라카와 성을 점령. 이에 신정부군은 사쓰마번 참모 이지 마사하루의 지휘 하에 윤4월 25일(6월 15일에 신정부군은 사쓰마번 참모[이지 마사하루]를 1월] [이지]의 지휘하에] [1] [이지 마사하루]의 지휘]의 지휘를 지휘하에] [이 지킴] [이 지킴] [1] [이 지킴]에 1월 구막부군은 7월까지 약 3개월간 시라카와 탈환을 시도하며 전투를 거듭했으나 탈환되지 못했다.

### 니혼마쓰 전투
게이오 4년6월 24일(1868년8월 12일에 다나쿠라 성이 낙성, 7월 16일(9월 2일에 삼춘번이 열번 동맹을 탈퇴하고 메이지 신정부군은 점점 북상했다. 7월 29일, 9월 15일 대부분의 번병들이 시라카와 구치에 나가 있는 틈을 타 신정부군은니혼마쓰 성을 공격. 성은 낙성사니혼마쓰번 주니와 나가쿠니는 요네자와로 도망쳤다. 니혼마쓰 번은 소년병 부대를 동원하였으며, 이들은 후세니혼마쓰 소년대로 불렸다.특히 기무라 총타로가 이끄는 20명은 공성전 도중 대부분 전사해 아이즈전쟁의 비극 중 하나로서 구전되었다.

### 와카마쓰성 아래의 침공
니혼마쓰령을 점령한 신정부군에서는, 다음의 공격 목표에 관해서 의견이 나뉘었다. 오오무라 마스지로는 센다이 요네자와의 공격을 주장하며 이타가키 타이스케하고 이지 마사하루는 아이즈 공격을 주장했다. 이타가키·이지치의 의견이 받아들여 아이즈를 공격하게 되었다.
니혼마쓰에서 와카마쓰로 진격하는 경로는 몇 가지로 예상되었지만, 신정부군은 옆길에서 허술한 모성고개를 찔렀다. [[8월 21일(음력)|8월 21일] 10월 6일 새 정부군은 모성고개 전투에서 구막부군을 꺾고 40여 킬로미터를 급진하여 8월 23일(10월 8일) 아침에 와카마쓰성 아래로 돌입했다.신정부군의 전격적인 침공에 앞서 수비대를 각 방면으로 보냈던 아이즈번은 허를 찔려 예비병력인백호대까지도 투입하지만 어이없이 패했다. 이 때, 사이고 요리모 저택에서는 카고죠 전투의 족쇄가 되는 것을 고생한 어머니와 처자 등 일족 21명이 자인해, 죠카마치에서 발생한 화재를 와카마츠성의 낙성으로 오인한 백호대사 중 2번대의 대사 일부가 이이모리야마에서 자인했다.

### 항복
아이즈군은 와카마츠성에 가둬 저항하고 사가와 칸베에 야마구치 지로(사이토 하지메) 등도 성 밖에서의 유격전을 계속했으며 신정부군도 와카마츠성에 포격을 가했다.
그러나 9월에 들어서자 믿었던 요네자와 번을 비롯한 동맹 제번의 항복이 이어졌다.고립된 아이즈번은 메이지 원년9월 22일(11월 6일)에 신정부군에 항복했다. 동맹제번으로 끝까지 저항한 쇼나이번이 항복한 것은 그 2일 후이다.
아이즈 공략전에서는 재부의 오오무라 마스지로는 주위의 적대 세력을 서서히 함락시켜 가는 장기전을 지시했지만, 전지의 이타가키 퇴조, 이지 마사하루 등은 이에 반대하여 단숨에 적 본진을 공격하는 단기 결전을 제안. 이때 아이즈, 쇼나이 양번은 에조지를 프로이센에 매각하여 자금을 구하고 있었다. 이타가키 등이 아이즈를 공격해 떨어졌기 때문에 비스마르크로부터 답서가 저지되어 에조지 매각 이야기가 무산되었지만, 장기전이 되면 일본의 국경선은 크게 달라졌다고 한다.

### 처우
아이즈가 항복함에 있어 아이즈 번사들은 주군松平容保이 '소의면박' 즉 죄인처럼 포승에 묶인 상태에서 끌려나와 창피를 당하지 않을까 걱정하였지만, 이타가키는 번주로서의 체면을 차리고 '가마'를 탄 상태에서 성을 나와 항복하는 것을 허락하였다.이 일에 아이즈번사들은 감격한. 더욱이 '항복한 이상은 우리들 동등하게 왕민이다'라며 아이즈번의 죄를 감하도록 '관전론' (일본신민)을 구하게 되는 상(常院論:관전론그 취지는 「이제는 해외 여러 나라와 대치하지 않으면 안 되며, 가혹한 처분으로 후세에 유한을 남기고, 일본 민족 통합의 장벽이 되어서는 안 된다」는 것이었다.또 유능한 인재는 적극적으로 정부에 등용해야 한다는 의견을 밝혔다.이에 대해 목호효윤 등은 '엄벌론(엄격하게 처분해야 한다는 의견)'을 주창하여 처우 문제에 총독부 내에서 의견 대립이 있었다.본래라면, 칙허 없는 일본 영토의 할양는 만사에 해당하는 죄였지만, 결국은 아이즈 공략전의 주장인 이타가키에게 말했고, 의견이 받아들여졌다. 또한 아이즈번이 감석 전봉되었을 때, 이타가키는 번사들이 가난한 상태를 보고 특별 공채 발급을 서면으로 상주했다.이타가키는 아이즈 공략전의 관군 측·주장이면서, 유신 후 바로부터 적군이 된 아이즈 번의 심정을 고려해 명예회복에 노력하는 등, 철저하게 공정한 가치관의 소유자였기 때문에, 많은 아이즈인이 유신 후, 감사의 마음으로 도사를 찾고 있다. 또한 자유민권운동도 동북지방에서는 후쿠시마현을 중심으로 확대되는 양상을 보이게 되었다.

### 탈영병
구 막부군의 잔존 병력은 아이즈를 떠나 센다이에서 에노모토 무요와 합류하여 에조지(홋카이도)로 향했다(하코다테 전쟁).
아이즈 번이 항복한 것으로, 지금까지 번의 무거운 세금에 괴로워하고 있던 농민들에 의해,[야야-야-일규](아이즈세 고치기-봉규)가 일어났다.

### 전후 처리

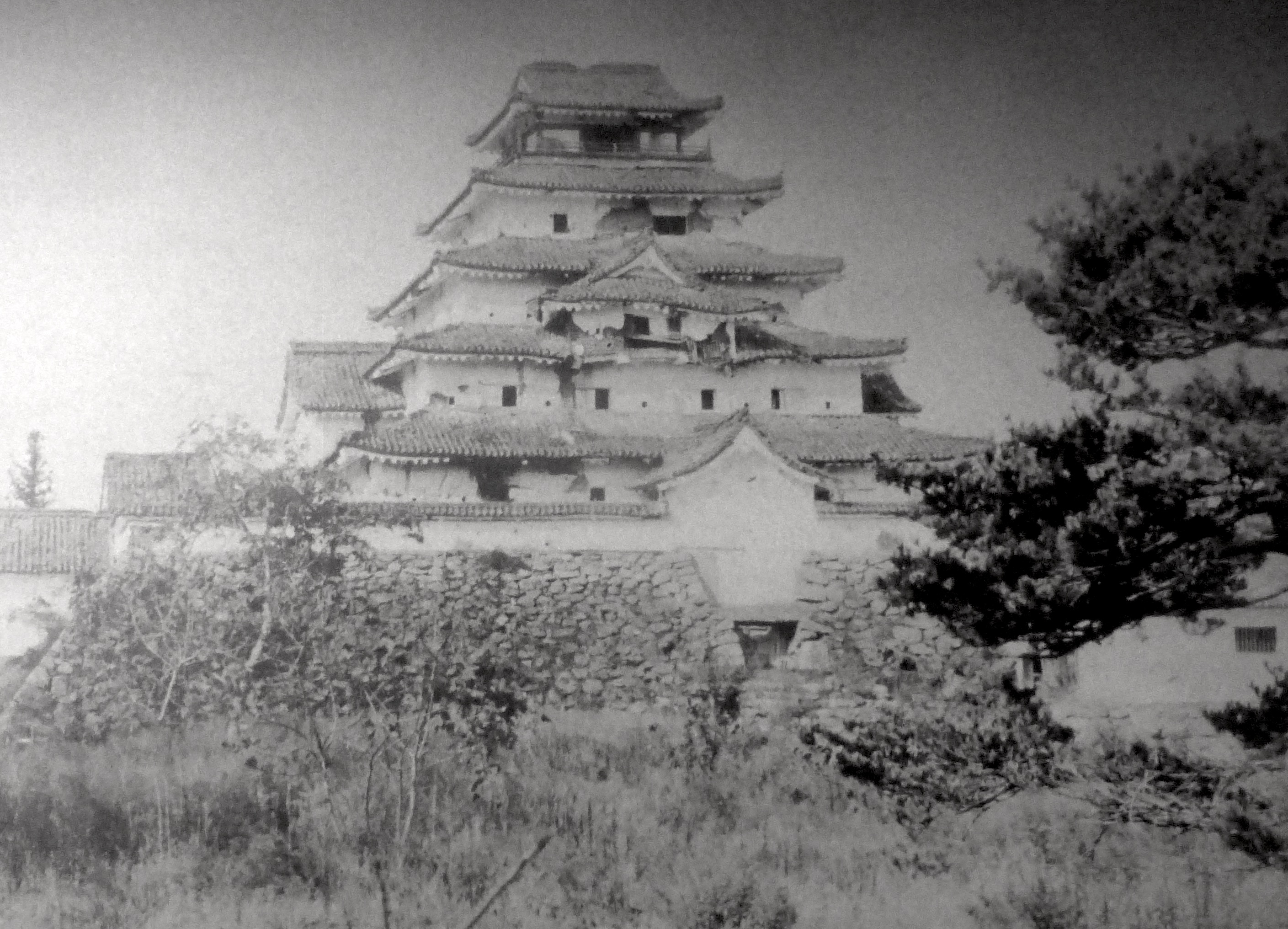
손상된 아이즈 와카마쓰성(항복 후 촬영)

사쓰마번의 군감 기리노 토시아키이나 조슈번의 참모 마에하라 잇세이 적이면서 아이즈번의 태도와 싸움에 일종의 공감과 비슷한 감정을 가지고 있던 마에하라는 키도 타카노부에게 아이즈번의 엄벌을 피하는 취지의 편지를 쓰고 있다.막부 말기 비극의 아이즈번주와 비슷한 감정을 가지고 있던 마에하라는 키도 타카노리와 마쓰다이라의 히로유키에게 출판된 것.
본래는 이에오 상석에 있던 사이고 요리모 다나카 겐키요, 진보 내장조가 할복할 참이었으나, 사이고는 행방불명이었고, 신보와 다나카는 성 아래에서의 전투에서 자인하고 있었기 때문에 차석의 훤야장수가 전쟁 책임을 한 몸에 지고 할복하였다.
에도로 보내지게 된 용호를, 가신들은 단장의 심정으로 배웅하러 왔지만, 지금까지 중세에 시달려 온 영민들은 아무런 관심도 나타내지 않고, 배웅에도 거의 나타나지 않았던.
아이즈 번의 영토는 메이지 정부의 직할지로서 점령되어 와카마츠 성하에는 정부 기관인 「메이지 정부 민정국」이 설치되었다. 그 후, 각지에서 파괴하는 야야 폭규 농민들에 대해 메이지 정부는 적극적으로 진압하지 않고 아이즈 번의 옛 마을 관리에게 교섭시켜 폭규 세력의 요구를 대부분 실현시켰다.
종래에는 신정부군이 시체의 매장을 허락하지 않았다고 여겨져 왔지만, 전사한 번사들이 매장되어 있었다는 사료, <전사시취분금전입용장>의 사본이 아이즈와카마쓰시에서 발견되어 매장 장소, 매장 경비 등이 상세하게 기록되어 있다.사본에 따르면 1868년10월 3일부터 동17일에 걸쳐 아이즈 번사 4명이 중심이 되어 쓰루가 성곽 내외 등에 있던 567구의 시신을 발견 장소 주변의 절과 무덤 등 시내 64곳에 모아 매장했다.발견 당시 옷차림과 시신 상태, 이름이 적혀 있는 것도 있다.이 중 잠양신사 서쪽 밭에 있던 22구는 인근 60대 여성이 신정부군 무사에게 부탁하여 근처에 매장했다는 기재가 있다.
영토를 잃은 아이즈 번의 무사들은 다음해인 메이지 3년([1870년]] 근신이 해제된 후 전봉처로서 '이나에마치(후쿠시마현[[야마군])])'과 '도난(현재의[아오모리현]]무츠시') 중 하나를 메이지 정부에 의해 제시되어 최종적으로 도난을 선택하고, 구 아이즈 번[6년]과 도난(메이지 번]을[무츠]으로 명칭], 메이지 번[무츠이주 번] 중 하나를 선택하여 구 아이즈 번[무츠]에서 최종적으로 두남을 선택했다.
아이즈 출신 군인 시바고로에 따르면 '두남'은 한시에서 따왔다는 설이 널리 받아들여지지만, 해당 고전 한시가 존재하지 않으며, 아이즈 번사 추월 제지로가 게이오 원년(1865년)에 에조로 좌천되면서 지은 『당태이남 개제주』와 유사하다는 지적이 나오고 있다. 한편 당시 두남번의 대속으로서 번정의 중추에 있던 다케무라 도시히데의 『북하일기』에는 두남도하 외남부의 소위 나리'라고 기록되어 있어, 당초 '외남부'의 약칭에 지나지 않았던 것을 대의명분으로 '북두이남'의 의의를 부여했다는 해석도 있다.

## 등장 작품

### 서적
- 강연겸정 '보신낙일'(문예춘추) 1978년. 후(문춘문고).
- 사오토메 미쓰구 '아이즈 사혼'(역사소설)
- 성량일 "아이즈 백호대" (역사소설)
- 미야자키 138 『이야기 아이즈 전쟁 비화』(역사 소설)
- 간도 이사오·코히야마 로쿠로 편 『막부 말기·아이즈 번사 명명전』
- 스기야마 요시노리, 코지마 코유, 백호대, 니혼TV방송망주식회사, 1986년

### 영상
- 꽃의 백호대 (1954년 대하 드라마)
- 세 자매 (1967년 NHK 대하 드라마)
- 사자의 시대 (1980년 NHK 대하 드라마)
- 백호대 (1986년 TV 드라마/일본 TV연말 사극 스페셜])
- 백호대 (2013년 TV 드라마/TV 아사히)
- 백호대~ 패배하지 않은 자들 (2013년 TV 드라마/TV 도쿄)
- 야에의 벚꽃 (2013년 NHK 대하드라마)

### 내용주
1. ↑  水戸藩・諸生党は奥羽越列藩同盟側に加勢、北越戦争参加後、1868年会津戦争・篭城戦で北越戦線から会津へ戻り会津藩内の婦女子を救済、各地で会津藩兵らと共に奮戦した。福島県会津若松市一箕町の白虎隊記念館敷地内に、会津で命を落とした水戸藩士らの「諸生党鎮魂碑」がある[1]。

1. ↑  うち少年兵500余
2. ↑  旧幕府兵・民兵など含む、諸説あり
3. ↑  城内防衛
4. ↑   조약 서면상은 '99년간의 조차'

## 같이 보기
- 아이즈번
- 보신 전쟁
- 야마가와 겐지로: 전 백호대 병사. 아이즈 전후는 이과 경시이자 구태 이전의 아이즈번을 비판하고 유학을 거쳐 물리학자가 되었다.
- 나카노 다케코
- 마쓰다이라 가타모리